# Paculla mului
Paculla mului là một loài nhện trong họ Tetrablemmidae.
Loài này thuộc chi Paculla. Paculla mului được Bourne miêu tả năm 1981.